# Conorbis
Conorbis é um gênero de gastrópodes pertencente a família Conidae.

## Espécies
- Conorbis adamii Bozzetti, 1994
- Conorbis coromandelicus (Smith E. A., 1894)